# Adolfo Díaz
Adolfo Díaz Recinos (ur. 15 lipca 1875 w Alajueli, zm. 29 stycznia 1964 w San José) – nikaraguański polityk konserwatywny, wiceprezydent w latach 1910–1911 i prezydent w latach 1911–1917 (do 1 stycznia 1913 tymczasowo) i 1926-1928.

## Życiorys
Znany z polityki silnie proamerykańskiej, dwukrotnie (w 1912 i w 1926) poprosił o pomoc militarną Stany Zjednoczone w celu utrzymania kontroli nad krajem w trakcie walk z oddziałami zbuntowanych liberałów: za pierwszym razem na skutek konfliktu z ministrem, generałem Luisem Meną. Wykorzystał pożyczkę udzieloną mu przez banki Stanów Zjednoczonych do zakupu karabinów dla własnej armii w walce z liberałami. W 1926 miały miejsce rozmowy pokojowe między liberałami a konserwatywnym rządem Adolfa Díaza. Zakończyły się one jednak niepowodzeniem z powodu różnic w planach politycznych: Díaz miał pozostać zgodnie z życzeniami USA prezydentem Nikaragui, podczas gdy powstańcy woleli na tym stanowisku m.in. jednego ze swoich przywódców – Juana Bautistę Sacasę. Wznowienie walk towarzyszyło ponownemu wezwaniu przez Adolfa Díaza sił amerykańskich na pomoc, aż w dniu 4 maja 1927 odbyła się konferencja pokojowa w Titipapa między obiema stronami. Díaz zgodził się na pakt, według którego będzie prezydentem do końca swej kadencji, po czym przekaże w sfałszowanych wyborach powszechnych urząd generałowi José Maríi Moncadzie, innemu przywódcy liberałów, co osiągnięto 31 grudnia 1928.